# TRL Awards 2012
Gli MTV TRL Awards 2012 sono stati trasmessi, in diretta televisiva su MTV, il 5 maggio 2012 da piazzale Michelangelo a Firenze dalle ore 21:10.
Il successo di questa edizione è stato evidente, date le oltre 25 000 presenze contate al Piazzale Michelangelo, bissando quindi il successo della precedente edizione fiorentina e aprendo le porte a un'eventuale terza edizione consecutiva nel capoluogo toscano, che tuttavia non avrà luogo a causa della chiusura della manifestazione e della sua sostituzione con gli MTV Awards.
Le votazioni sono state aperte sul sito della rete e sull'applicazione iMTV il 22 marzo e sono state chiuse alle 17:00 del 4 maggio; a differenza dell'edizione precedente a questa, i nominati in ciascuna categoria retrocedono a 5, anziché 10. Questa è stata la settima e ultima edizione dei TRL Awards ed è stata condotta da Valentina Correani e dal gruppo hip hop Club Dogo.
A seguito della cancellazione dello show in versione pomeridiana, da questa edizione il premio TRL History viene sostituito dal nuovo MTV History.

## Sigla e basi strumentali
La sigla introduttiva scelta per quest'anno è la base strumentale del successo dei Power Francers Pompo nelle casse. Il motivo è stato anche riutilizzato in tutti i bumper sia prima dell'inizio, sia dopo la fine della pubblicità. Per l'occasione, poiché presenti all'evento, il gruppo ha anche riadattato il testo del loro singolo proponendolo come sigla di apertura per questa edizione dei premi.
Durante l'ingresso sul palco degli ospiti incaricati di consegnare i vari premi, le basi musicali utilizzate sono state estratte da due produzioni di Roofio dei Two Fingerz per l'artista hip hop emergente Fedez. Le canzoni da cui sono state estratte sono: Bella vita e Una cosa sola, entrambe dall'album indipendente Il mio primo disco da venduto di Fedez.

## Performance
- Alessandro Casillo - Mai
- Arisa - La notte
- Club Dogo - Medley con Brucia ancora; D.D.D.; Spacco tutto - Chissenefrega (In Discoteca)
- Conor Maynard  - Can't Say No
- Dolcenera - Ci vediamo a casa
- Emis Killa - Medley con Sulla Luna; Cashwoman; Parole di ghiaccio
- Entics - Medley con In Aria; Quanto 6 bella
- Francesca Michielin - Distratto
- Marracash - Didinò
- Modà - Tappeto di fragole
- Noemi - Sono solo parole
- Power Francers - Pompo nelle casse
- Sonohra - Si chiama libertà
- Tacabro - Tacatà
- Two Fingerz - Questa musica
- Young the Giant - Cough Syrup

## Altri interventi
- Break Da Beat
- Cast di Ginnaste - Vite parallele
- Celeste Gaia
- De Klan
- Daniel Ricciardo
- Francesco Mandelli
- Leonardo Fioravanti
- Melissa Satta
- Nicole Grimaudo
- Riccardo Trombetta
- Subsonica

## Premi

### Best Look
- Justin Bieber
- Lady Gaga
- Avril Lavigne
- Marco Mengoni
- Nicki Minaj

### Best MTV Show
- Diario di una nerd superstar
- Ginnaste - Vite parallele
- I soliti idioti
- Jersey Shore
- Plain Jane: la nuova me

### Best New Generation
- About Wayne
- Emis Killa
- Erica Mou
- Power Francers
- Lucya Russo

### Best Tormentone
- Avicii – Levels
- Don Omar ft. Lucenzo – Danza kuduro
- Pitbull ft. Ne-Yo, Afrojack & Nayer – Give Me Everything
- Swedish House Mafia – Save the World
- Michel Teló – Ai se eu te pego!

### Wonder Woman Award
- Adele
- Lady Gaga
- Laura Pausini
- Katy Perry
- Rihanna

### Super Man Award
- Fabri Fibra
- Tiziano Ferro
- David Guetta
- Jovanotti
- Marco Mengoni

### Best Band
- Club Dogo
- LMFAO
- Modà
- Negramaro
- Red Hot Chili Peppers
- Big Bang

### Italians Do It Better
- Dolcenera
- Emma Marrone
- Giorgia
- J-Ax
- Marracash

### Best Video
- David Guetta ft. Usher – Without You
- Jovanotti – Il più grande spettacolo dopo il Big Bang
- LMFAO – Party Rock Anthem
- Maroon 5 ft. Christina Aguilera – Moves like Jagger
- Katy Perry – Last Friday Night (T.G.I.F.)

## Altri premi

### MTV History
- Subsonica